# Statistisk sentralbyrå
Statistisk sentralbyrå (abrégé en SSB) est le bureau central des statistiques de Norvège. Créé en 1876, il élabore et diffuse auprès du gouvernement et de la population des statistiques concernant le pays dans de nombreux secteurs.

## Histoire
Après l'indépendance politique de la Norvège en 1814, les premières statistiques d'ensemble régulières sur le pays (population, agriculture, commerce) sont élaborées et publiées dans les années 1830 par le Département des finances, du commerce et des coutumes ; à partir des années 1860, des agences gouvernementales commencent à produire les premières statistiques officielles de grande ampleur, qui sont publiées à partir de 1861 dans une série de publications, le Norges Officielle Statistik. Le Statistisk sentralbyrå est créé en 1876 en tant qu'entité administrative indépendante. Son premier directeur est le statisticien Anders Nicolai Kiær, qui introduit de nouvelles méthodes pour enregistrer et traiter les statistiques et pour mettre au point des standards internationaux en matière de statistiques officielles. Le nouvel organisme tend à centraliser les différences initiatives statistiques du pays, sauf pendant la période 1900-1920 où leur production est décentralisée. 

## Statut juridique
Le statut juridique du SSB et la collecte des informations auprès des particuliers en vue des statistiques sont régulés par deux Lois sur les statistiques (Statistikklov) successives, une première en 1907 et une seconde le 16 juin 1989. Les bases de la Loi sur les statistiques de 1907 indiquaient que les informations ainsi recueillies ne pouvaient pas être utilisées dans un autre but que la production de statistiques, et que les statistiques ne devaient pas être rendues publiques d'une manière qui pourrait nuire aux particuliers ou aux affaires. La Loi sur les statistiques de 1989 reconduit la plupart des dispositions de celle de 1907 et indique que le SSB forme l'organisme central de production de statistiques du pays, à l'aide de moyens financiers et logistiques et de recommandations prévues par le gouvernement et par le Storting, l'Assemblée nationale norvégienne. Elle prévoit que le SSB est une institution indépendante dans son domaine, ce qui signifie principalement qu'en dehors des moyens fixés par le gouvernement elle détermine elle-même ses méthodes de travail et est responsable de l'ensemble de l'élaboration et de la publication des statistiques.

## Activités
Le SSB élabore et publie les statistiques officielles de la Norvège dans de nombreux domaines. L'ensemble des publications est diffusé à la fois en norvégien et en anglais. Depuis 1995, date de la création du site Internet de l'institution, les statistiques sont également diffusées gratuitement sur le Web, et les archives statistiques du pays sont progressivement mises en ligne. Le SSB gère notamment la base de données en ligne KOSTRA (en) qui fournit des informations sur les municipalités norvégiennes.